# Linda Larsson Kakuli
Linda Syongii Larsson Kakuli, född 30 juni 1974 i Kenya, är en svensk journalist, främst verksam som researcher och granskande journalist på Sveriges Television.

## Biografi
Kakuli avlade journalistexamen vid Mitthögskolan år 1998. Hon började snart på SVT:s granskande magasin Striptease. I november 1999 sändes reportaget "Värstingvården" om paragraf 12-hem som Kakuli gjorde tillsammans med Fredrik Undevik. Reportaget belönades med Guldspaden i TV-klassen året därpå.
Från hösten 2000 ingick Kakuli istället i researchgruppen på SVT:s nyhetsredaktion. Under 2011 deltog hon i SVT:s projekt Fas 3-bloggen som granskade Fas 3. Projektet gav henne ytterligare en guldspade för webb år 2012.
I februari 2019 sände Uppdrag granskning reportaget "Swedbank och penningtvätten" som Kakuli gjorde tillsammans med Joachim Dyfvermark och Axel Humlesjö. Reportaget tilldelades Stora Journalistpriset i kategorin Årets avslöjande, Guldspaden för "Etermedia Riks Dokumentär", och italienska Dig Award. Senare Uppdrag granskning-reportage som Kakuli deltagit i har varit:
- "SEB och den amerikanska läckan", 23 september 2020.
- "Smutsiga kläder", 14 april 2021.
- "Banken och brödraskapet", 5 och 12 maj 2021. Nominerades till Guldspaden.[9]
- "Terrorgruppen och klädbutiken", 13 oktober 2021.
- "Smutsigt stål", 6 mars 2022.
- "Securitas hemligheter", 25 maj 2022.
- "Swedbank och rättegången", 5 oktober 2022.

Bland övriga utmärkelser kan nämnas:
- Ludvig Nordström-priset, 2006.[10]
- Sveriges åttonde mäktigaste grävare av tidningen Scoop, 2017.[11]
- "Årets alumn" av Mittuniversitetet, 2020.[2][12]